# Ле Вилете (Торино)
Ле Вилете је насеље у Италији у округу Торино, региону Пијемонт.
Према процени из 2011. у насељу је живело 239 становника. Насеље се налази на надморској висини од 211 м.